# Obična gatalinka
Obične gatalinke (kreketuša; Hyla arborea) su vrsta iz porodice gatalinki i nalazimo u gotovo cijeloj Europi, osim Engleske, Irske i skandinavskih zemalja. Ove žabe u pravilu ne žive u šumama već preferiraju osunčane rubove šuma, grmlja i šikare, močvarna zemljišta, livade i vode stajaćice bogate vegetacijom i bez prisustva ribe. Gatalinka je ugrožena u zapadnoj Europi i gotovo iskorijenjena u Belgiji. To je jedina vrsta iz porodice gatalinki koja živi u središnjoj Europi. Obična gatalinka zimuje u većim grupama u zemlji, ispod korijena, u šupljinama drveća. U proljeće se pojavljuje u travnju-svibnju.
Gatalinka pripada najmanjim žabama Europe s tjelesnom dužinom do 3 cm. Jednobojna je, s gornje strane obično svijetlo-zelene boje, dok s donje strane boja znatno varira i može biti sivo-zelena ili mrka. Ženka nakon parenja odlaže jaja u vodu, a mlade gatalinke, nakon preobrazbe napuštaju vodena staništa u srpnju ili kolovozu. Pretežno je aktivna noću. Za vrijeme dugih ljetnih suša, pred kišu se javlja poznatim kreketanjem zbog čega su u prošlosti često korištene kao barometri. Hrani se kukcima. 
Obična gatalinka može se naći posvuda na tlu Hrvatske i na popisu je zaštićenih vrsta u Republici Hrvatskoj.

## Galerija
- Jaja
- Mlade žabe
- Mlada žaba
- Odrasla žaba